# Tajemnica jeziora
Tajemnica jeziora lub Topielica (ang. The Lady in the Lake) – powieść amerykańskiego pisarza Raymonda Chandlera, opublikowana w 1943 (pierwsze polskie wydanie w 1958). Książka ta jest czwartą powieścią w której pojawia się postać Marlowe'a.

## Fabuła
Prywatny detektyw Philip Marlowe zostaje wynajęty przez Derace'a Kingsleya, który zleca mu odnalezienie swojej żony. Pokazuje mu telegram, nadany przez Crystal Kingsley, z El Paso. Ostatnim który ją widział miał być jej kochanek, z którym uciekła, Chris Lavery. Jednak on twierdzi, że od dawna nie wie gdzie jest. Wkrótce potem Marlowe jedzie do posiadłości Kingsleyów, by porozmawiać z ich sąsiadem, którego żona też odeszła. W czasie spaceru panowie odnajdują w jeziorze zwłoki żony sąsiada, a detektyw natrafia na niecierpliwych policjantów.

## Ekranizacje
- Topielica (1947) z Robertem Montgomerym